# 8632 Еґлестон
8632 Еґлестон (8632 Egleston) — астероїд головного поясу, відкритий 28 березня 1981 року.
Тіссеранів параметр щодо Юпітера — 3,355.